# Horst Schörshusen
Horst Schörshusen (* 15. Juli 1951 in Coburg) ist ein deutscher Politiker (Grüne). Er war von 1985 bis 1990 Mitglied des Niedersächsischen Landtages von Niedersachsen und von 2013 bis 2017 Staatssekretär des Niedersächsischen Ministeriums für Ernährung, Landwirtschaft und Verbraucherschutz.

## Leben
Schörshusen besuchte ab April 1958 die Volksschule in Buxtehude und ab Herbst 1962 die dortige Halepaghen-Schule, an der er 1971 das Abitur machte. Danach studierte er Politologie, Soziologie und Volkswirtschaftslehre. Im Jahr 1978 schloss er das Studium als Diplompolitologe an der Universität Hamburg ab. In der Folgezeit lehrte er an Volkshochschulen und betätigte sich als freier Mitarbeiter der Zeitschriften Pardon und Konkret.
Im Jahr 1979 war er Gründungsmitglied der Grünen in Stade, ein Jahr später wurde er Mitglied des Landes- und Bundesverbandes. Im Jahr 1982 begann er als wissenschaftlicher Mitarbeiter bei der Landtagsfraktion der Grünen zu arbeiten, später wurde er Haushaltsreferent und Fraktionsgeschäftsführer. Bis 1984 war Schörshusen Mitglied des Bundeshauptausschusses. Am 5. Juni 1985 zog er im Zuge der Rotation als Abgeordneter in den Landtag von Niedersachsen als Mitglied der Grünen-Fraktion ein. Er gehörte diesem bis zum Ende der zehnten und danach noch in der elften Wahlperiode, bis zum 20. Juni 1990 an. Im Landtag war er von 1986 bis 1988 Stellvertretender Vorsitzender der Landtagsfraktion und von 1986 bis 1990 Vorsitzender des Geschäftsordnungsausschusses. Nach dem Ausscheiden aus dem Landtag arbeitete er in der Niedersächsischen Staatskanzlei.
Von September 2013 bis November 2017 war Schörshusen Staatssekretär des Niedersächsischen Ministeriums für Ernährung, Landwirtschaft und Verbraucherschutz unter Minister Christian Meyer.
Seit Januar 2021 betreibt Schörshusen den YouTube-Kanal Wissenschaft und Spiritualität.  Dort erstellt er Videos, die sich Fragen der (scheinbaren) Verbindung wissenschaftlicher Erkenntnisse und spirituellen Konzepten widmen.